# Cuspivolva allynsmithi
Cuspivolva allynsmithi là một loài ốc biển, là động vật thân mềm chân bụng sống ở biển trong họ Ovulidae.

## Hình ảnh

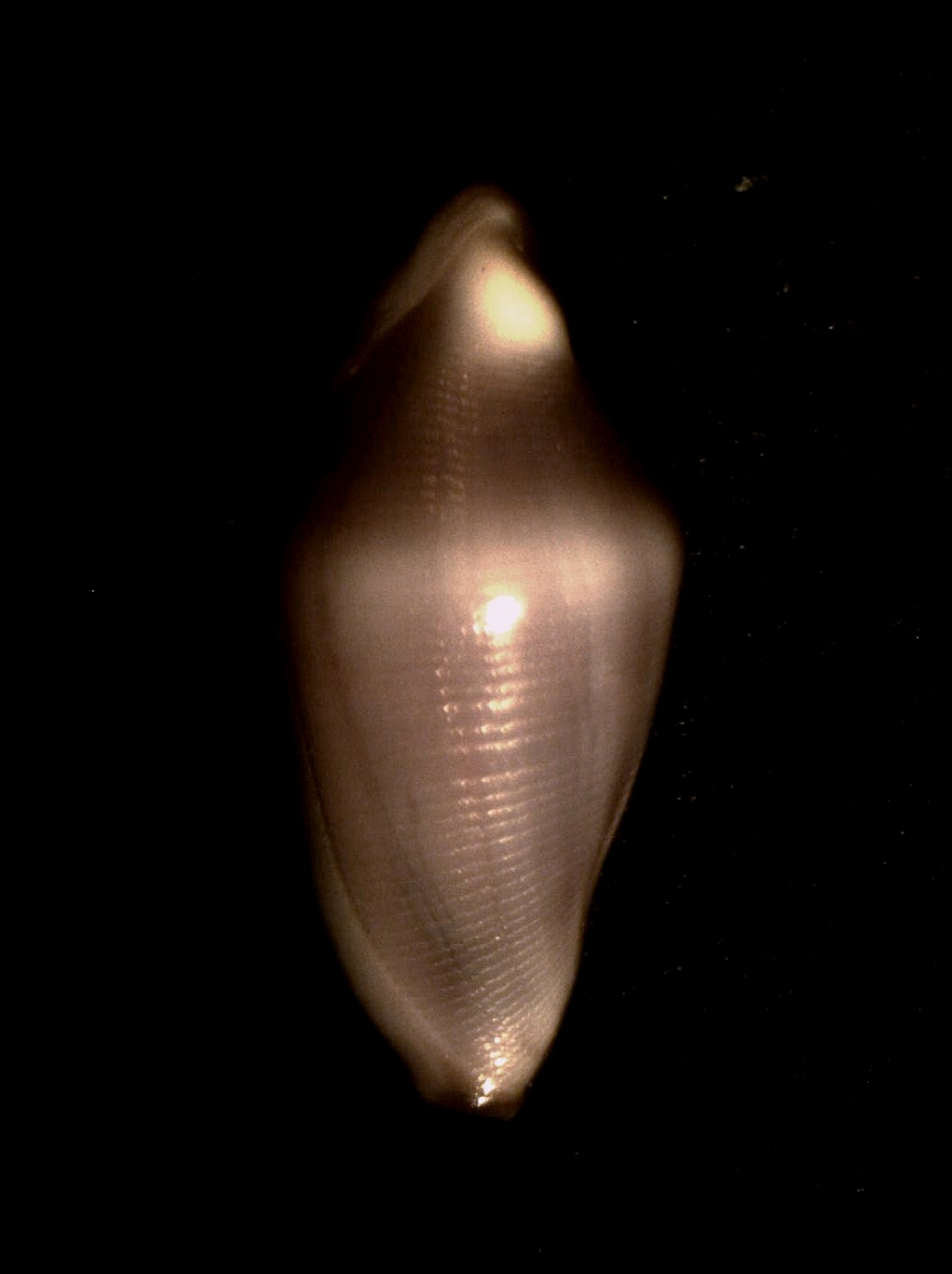